# Лангенгорн (Північна Фризія)
Лангенгорн (нім. Langenhorn) — громада в Німеччині, розташована в землі Шлезвіг-Гольштейн. Входить до складу району Північна Фризія. Складова частина об'єднання громад Міттлерес-Нордфрісланд.
Площа — 47,4 км2. Населення становить 3334 ос. (станом на 31 грудня 2020).

## Галерея

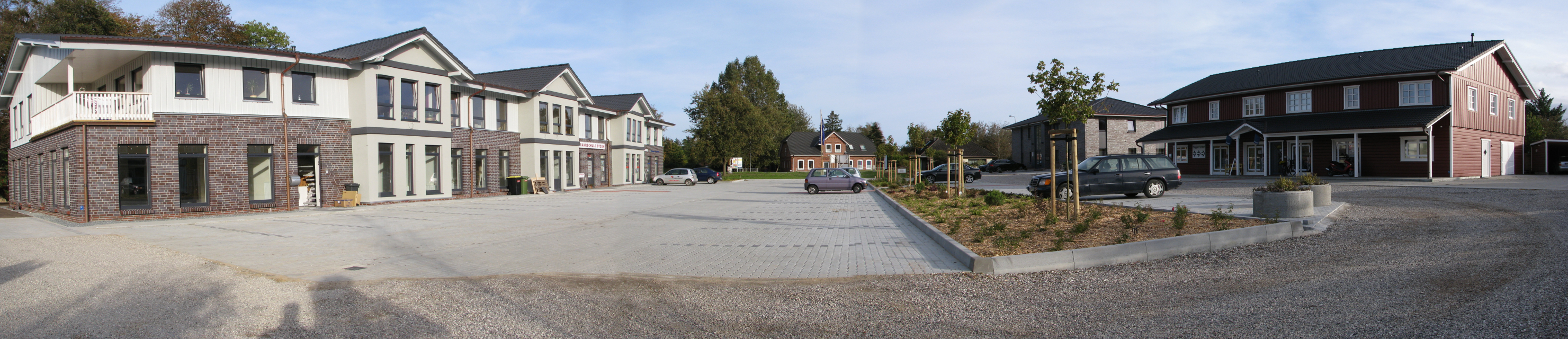
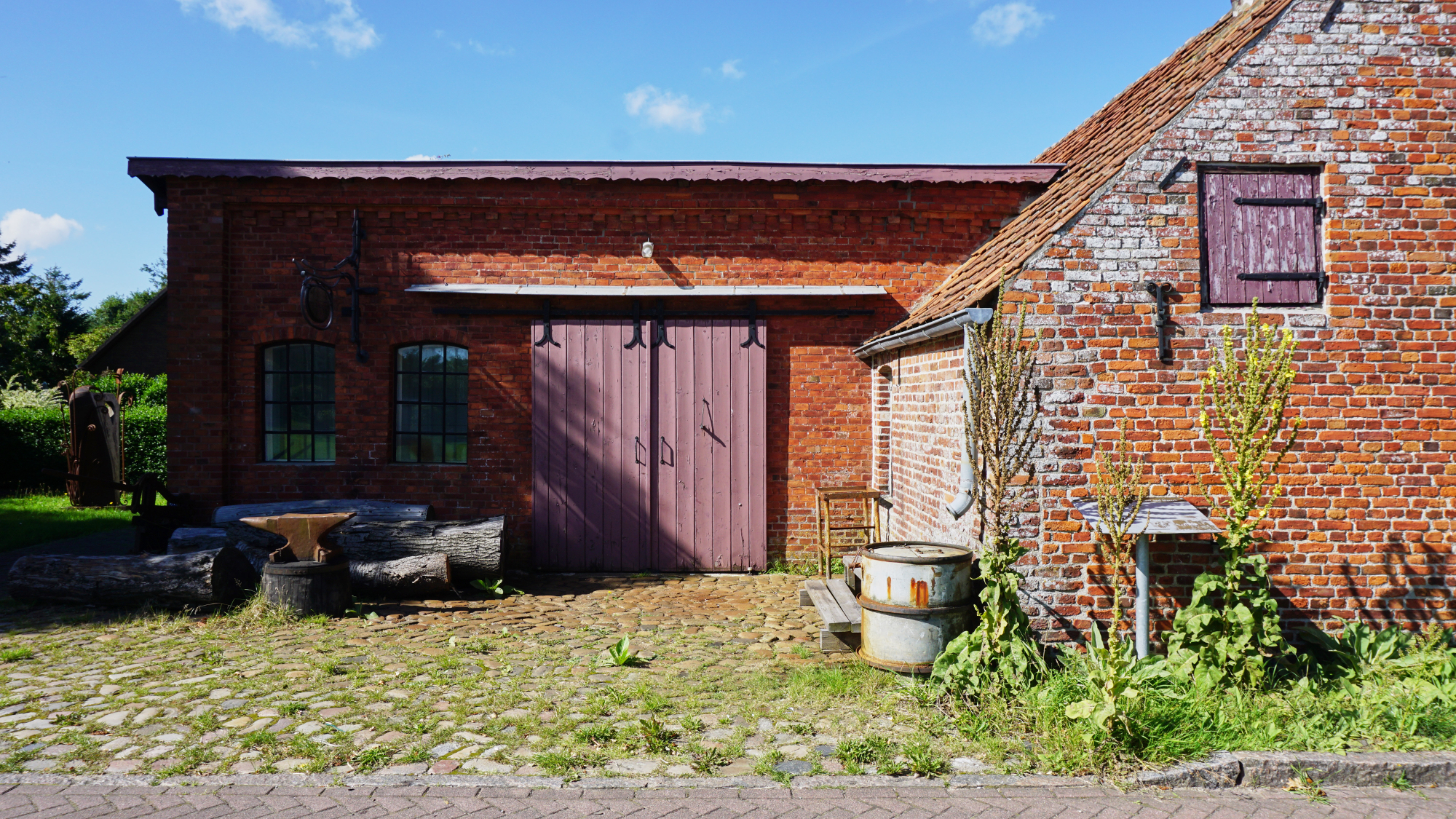